# Smishing
El smishing (de SMiShing; a su vez, de SMS y phishing) es un tipo de delito o actividad criminal a base de técnicas de ingeniería social con mensajes de texto dirigidos a los usuarios de telefonía móvil. Se trata de una variante del phishing.

## Cómo funciona
Es una estafa en la cual, por medio de mensajes SMS, se solicitan datos o se pide que se llame a un número o que se entre a un sitio web.
El sistema emisor de estos mensajes de texto, o incluso un individuo que suele ser un spammer, intentará suplantar la identidad de alguna persona conocida de entre nuestros contactos, o incluso a una empresa de confianza.
Las víctimas de smishing reciben mensajes SMS similares a estos:
- «Estamos confirmando que se ha dado de alta para un servicio de citas. Se le cobrará 2 dólares al día a menos que cancele su petición: smishing.example.com/cancel»

- «El cheque es preparado para usted. Favor gracias de llamarnos para completar las informaciones al número 555-1234» (Nótese, que el texto está mal redactado, porque se ha usado un programa de traducción sin su posterior revisión.)

- «Hola. Anoche lo pasé muy bien contigo. Favor llámame al 555-4321 para quedar»

- «A partir del 01/02/2003, su cuenta no podra ser utilizada si no dispone de nuestro nuevo sistema de seguridad. Activa ahora: smishing.example.com/abcxyz»

- «Su paquete no se ha podido entregar porque no se han pagado las tasas de aduanas (2.99 €). Puede pagar en el siguiente enlace: smishing.example.com/xyzabc»

Cuando visitamos la dirección web, las víctimas son incitadas o incluso forzadas a descargar algún programa que suele ser un troyano.